# Palacio de Catete
El Palacio de Catete es un edificio histórico ubicado en la ciudad de Río de Janeiro, Brasil. Es un ejemplo de la arquitectura neoclásica brasileña de fines del siglo XIX. El palacio fue escenario de diversos episodios importantes de la historia brasileña como el suicidio de Getúlio Vargas. Actualmente, desde los años 1970, alberga el Museo de la República. Fue sede del Poder Ejecutivo de Brasil desde 1897 (en los primeros años de la República) hasta 1960, cuando la Presidencia de la República se transfirió a la ciudad de Brasilia. 
Se localiza en el barrio de Catete y fue construido en 1858 por el entonces Barón de Nova Friburgo, Don Antônio Clemente Pinto. El predio tiene todavía extensos jardines con lagunas artificiales, que van hasta la Playa de Flamengo. El área es de visita libre y es usada como espacio de recreación por los habitantes de la ciudad. Fue adquirido por orden del presidente Manuel Vitorino Pereira en 1897.
En el interior del museo, están guardados cerca de 8500 objetos, veinte mil libros y noventa mil documentos; por él pasaron 19 presidentes de la república.
El presidente de Brasil Getúlio Vargas se suicidó el 24 de agosto de 1954 con un disparo en el corazón, en su cuarto en el Palacio de Catete.

## Historia

### Residencia aristocrática

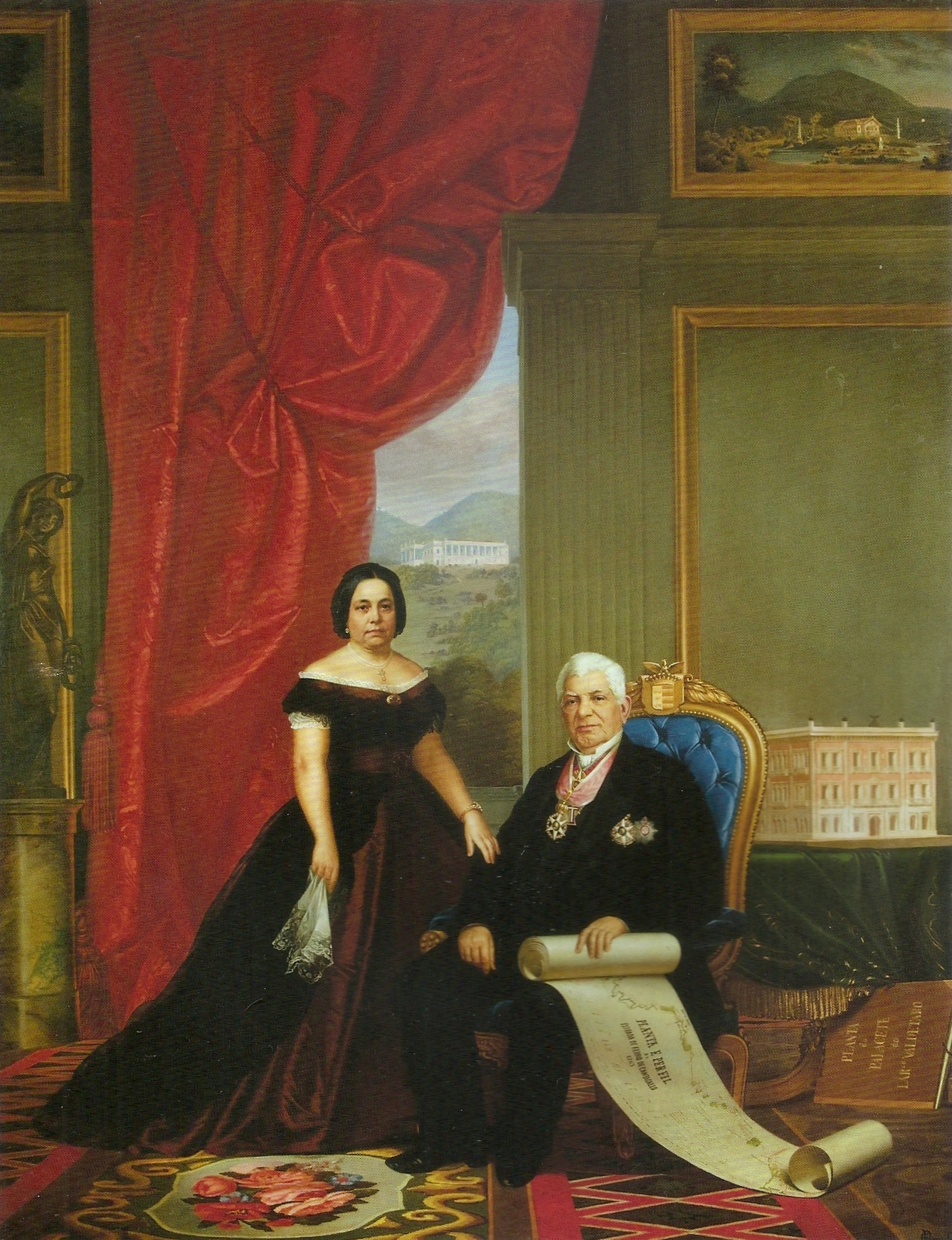
Óleo sobre lienzo de Emil Bausch (1867). Representa al Barón de Nova Friburgo, acompañado de la Baronesa, con alusiones a sus propiedades más importantes, como el Solar do Gavião en Cantagalo (centro), el plano del Ferrocarril de Cantagalo y la maqueta del Palacio de Nova Friburgo (Colección del Museo de la República).

La zona que comprende el actual barrio de Catete comenzó a ser ocupada en el siglo XVI cuando el "Caminho do Catete" conectaba el centro político-administrativo de la ciudad colonial con los molinos y fortalezas de los suburbios del sur. En el siglo XIX albergaba varias haciendas de nobles, cafeteros y comerciantes del Imperio Brasileño.
Entre 1858 y 1860, el portugués Antônio Clemente Pinto, barón de Nova Friburgo, adquirió las casas números 159, 161 y 163 en el caminho do Catete y sus respectivos solares traseros, que se extendían hasta la Playa de Flamengo, entre la rúa do Príncipe (actual rúa Silveira Martins) y la rúa Ferreira Viana. Cultivador y comerciante de café, banquero e industrial, el barón llegó a ser el hombre más rico de Brasil durante el Segundo Imperio.
En 1858, la demolición de la casa número 159 marcó el inicio de la construcción del Palacio de Nova Friburgo que sería la residencia del barón y su familia. Diseñado por el arquitecto alemán Carl Friedrich Gustav Waehneldt, el jardín se organizó según el proyecto atribuido al paisajista francés Auguste François Marie Glaziou.
El Palacio de Nova Friburgo también fue llamado "Palacio Largo do Valdetaro", ya que ocupaba terrenos que habían pertenecido anteriormente al escribano portugués Manoel Valdetaro, frente a los cuales había una plaza con una fuente pública.
La construcción del palacio finalizó oficialmente en 1866, aunque los trabajos de acabado continuaron durante otra década. Sin embargo, el Barón y la Baronesa de Nova Friburgo, Laura Clementina da Silva, no vivieron mucho tiempo en su nuevo hogar ya que él murió en 1869 y ella al año siguiente. Después, el palacio fue ocupado por uno de los hijos de la pareja, Antônio Clemente Pinto Filho, el Conde de São Clemente. En 1889, vendió la propiedad a un grupo de inversores de la compañía Grande Hotel Internacional, que planeaban convertirla en un hotel de lujo.
Pocos meses después se proclamó la República. La empresa quebró tras la crisis especulativa del encilhamento y sus bonos fueron comprados por el accionista mayoritario, el concejal Francisco de Paula Mayrink, que se convirtió en el único propietario del palacio. En 1895, el concejal hipotecó el inmueble como garantía de un préstamo al entonces Banco da República do Brasil. Al año siguiente, esta hipoteca fue cancelada al venderse el inmueble al Tesoro Federal, que lo incorporó al patrimonio de la Unión.

### Sede de la Presidencia de la República

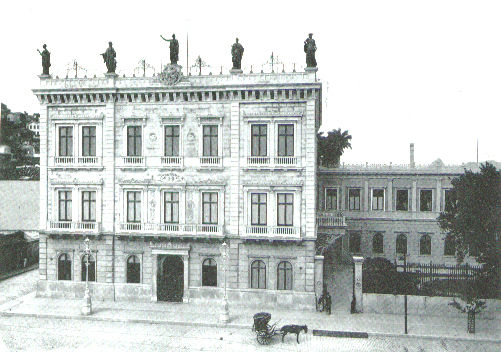
El Palacio de Catete en 1897, con las esculturas alegóricas en la platabanda del edificio. Foto de Marc Ferrez (Colección Instituto Moreira Salles)

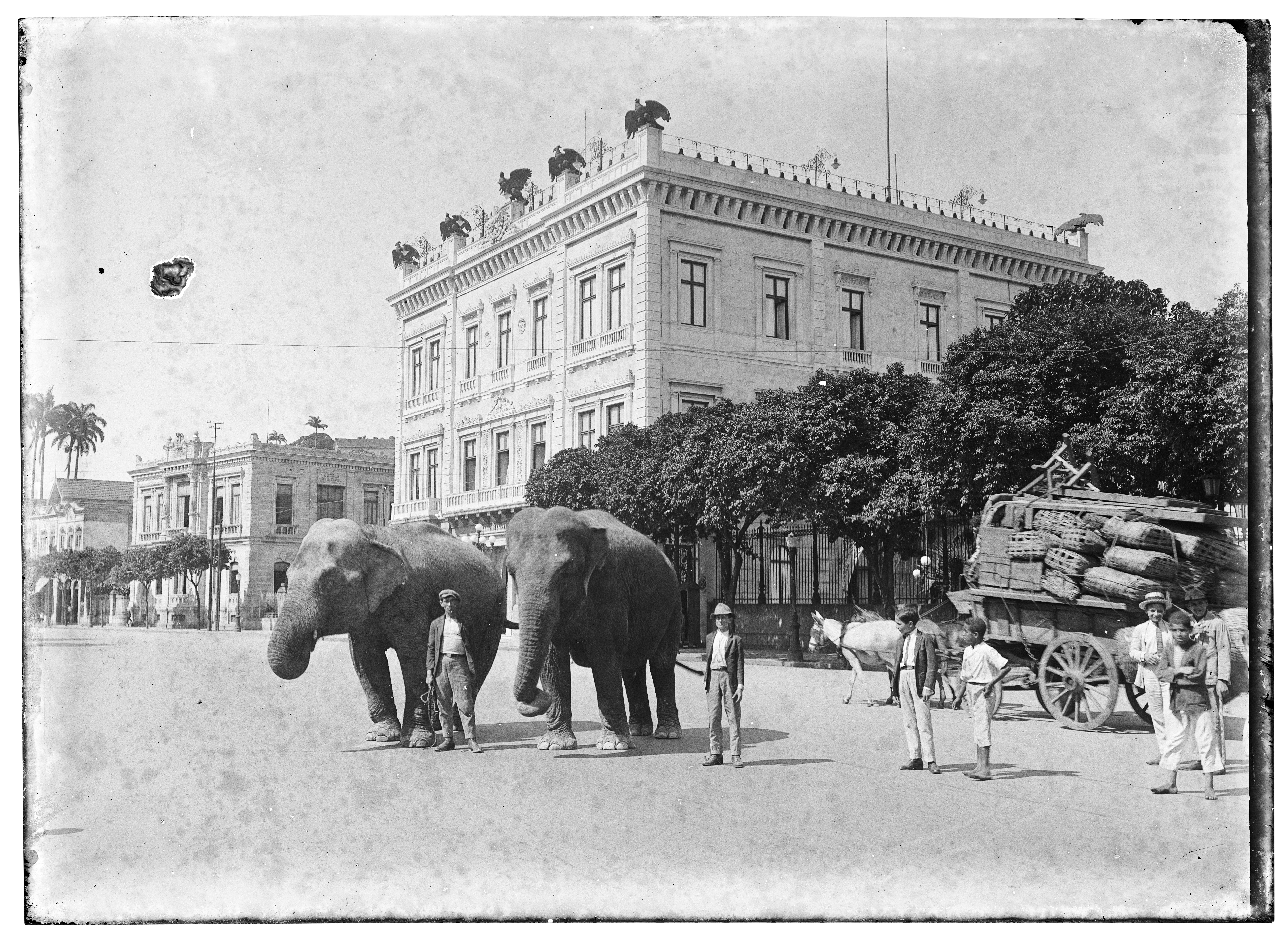
Dos elefantes frente al Palacio de Catete, aproximadamente entre 1910 y 1920

En 1896, estando el presidente Prudente de Morais de baja por enfermedad, el vicepresidente Manuel Vitorino requisó el antiguo Palacio de Nova Friburgo para albergar la sede de la Presidencia de la República, que hasta entonces había sido el Palacio de Itamaraty. Durante ese año, el Palacio de Catete fue objeto de una reforma general dirigida por el ingeniero y urbanista Aarão Reis. Los principales cambios consistieron en la adaptación de salas privadas, domésticas y sociales como espacios de trabajo burocrático. También se remodeló el jardín bajo la coordinación del paisajista francés Paul Villon. Allí se construyeron caballerizas, alojamientos para funcionarios y la guardia presidencial, y una central eléctrica al servicio de la Presidencia.
El Palacio de Catete fue uno de los primeros edificios de la ciudad iluminados con electricidad. La instalación de los servicios eléctricos fue coordinada por el ingeniero Adolfo Aschoff. La energía procedía de una central eléctrica exclusiva, construida en el lateral de la actual rúa Ferreira Viana, abastecida de carbón por un ramal del ferrocarril. La central eléctrica se cerró más tarde y el edificio se convirtió en un garaje presidencial. Actualmente sirve como espacio de exposiciones para el vecino Museo de Folclore Edison Carneiro.
El antiguo Palacio de Nova Friburgo fue inaugurado oficialmente como sede de la Presidencia de la República el 24 de febrero de 1897, en el sexto aniversario de la primera constitución republicana.
Alrededor de 1900, en lugar de las águilas de hierro que originalmente se encontraban en la parte superior de la fachada del edificio, se colocaron siete esculturas alegóricas de bronce, cinco de ellas en la fachada exterior, que representaban la República, la Agricultura, la Primavera, la Justicia y el Otoño; y dos en el interior, frente al jardín, que simbolizaban el Invierno y el Verano.
En 1910, estas esculturas fueron sustituidas por siete arpías de bronce (cinco en la parte delantera y dos en la trasera), obra de Rodolfo Bernardelli, lo que le valió al edificio el sobrenombre, aunque incorrecto, de "Palacio de las Águilas".
Aunque era un lugar de trabajo común para todos los presidentes, pocos utilizaron el Palacio de Catete como vivienda. La mayoría prefirió vivir en los otros edificios oficiales de la Presidencia de la República como el Palacio de Guanabara o el Palacio de Laranjeiras.

Washington Luís con otros hombres no identificados en el balcón del Palacio de Catete, entre 1926 y 1930.

El 6 de abril de 1938, el palacio y su jardín fueron declarados como patrimonio histórico por el recién creado Servicio del Patrimonio Histórico y Artístico Nacional (SPHAN), hoy Instituto del Patrimonio Histórico y Artístico Nacional (IPHAN). La catalogación del jardín del Palacio es un instrumento de protección y preservación de sus elementos paisajísticos, que no pueden ser alterados sin autorización previa del IPHAN.
Desde la inauguración en 1897 hasta el traslado de la capital federal en 1960, diecinueve personas ocuparon el Palacio do Catete como Presidentes de la República: Manuel Vitorino (vicepresidente, 1897) Prudente de Morais (1897-1898; su mandato comenzó en 1894), Campos Sales (1898-1902), Rodrigues Alves (1902-1906), Afonso Pena (1906-1909), Nilo Peçanha (vicepresidente, 1909-1910), Hermes da Fonseca (1910-1914), Venceslau Braz (1914-1918), Delfim Moreira (vicepresidente, 1918-1919), Epitácio Pessoa (1919-1922), Artur Bernardes (1922-1926), Washington Luís (1926-1930), Getúlio Vargas (1930-1945 y 1954), José Linhares (interino, 1945-1946) Eurico Gaspar Dutra (1946-1950), Café Filho (vicepresidente, 1954-1955), Carlos Luz (interino, 1955), Nereu Ramos (interino, 1955-1956) y Juscelino Kubitschek (1956-1961). 

## Espacio físico e instalaciones

### Palacio de Catete
El Palacio de Catete es una construcción de estilo predominantemente neoclásico, inspirado en los palacios renacentistas de Venecia y Florencia, en Italia que, a su vez, eran relecturas de edificios romanos de la antigüedad.  La utilización de elementos de otros estilos arquitectónicos de carácter historicista lo convierte también en un ejemplo de eclecticismo, lo que se refleja en la variada temática de los elementos decorativos de la zona interior.

#### 1er piso (planta baja)

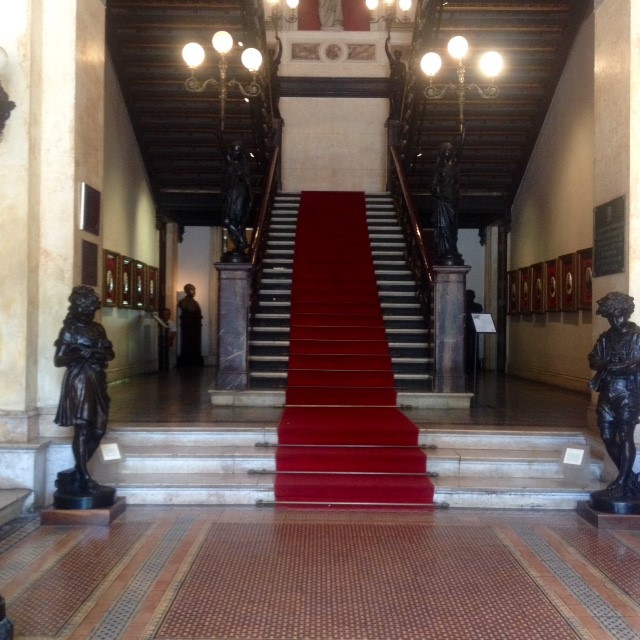
La escalera principal del Palacio de Catete. A la derecha y a la izquierda, las esculturas "Lectura" y "Escritura".

En la planta baja, el refinamiento de las pinturas y ornamentos y la distribución y ubicación de las habitaciones sugieren que este espacio se utilizaba como sala de estar y de visitas cuando la familia del barón de Nova Friburgo ocupaba el edificio. Durante la República, el área fue redefinida para albergar sectores burocráticos como la secretaría, la biblioteca, oficinas, despachos y salas de audiencia.
Al Palacio se entra por un portón de hierro fundido en Alemania. En el vestíbulo, seis columnas de mármol conducen a la escalera principal. Durante la remodelación para la llegada de la Presidencia, el espacio recibió nuevas lámparas y estucos en el techo con las Armas de la República. El vestíbulo está decorado por cuatro pares de esculturas alegóricas: "Pudor" y "Gloria", "Caza del León" y "Caza del Jaguar", "Ubirajara" y "Perseo", "Lectura" y "Escritura".
La escalera principal fue construida en Alemania a partir de módulos prefabricados de hierro fundido, una de las primeras de este tipo que se utilizaron en Brasil. El vestíbulo de la escalera estaba iluminado de forma natural por la claraboya de cristal de colores del techo, a la que se añadieron las luces de las lámparas eléctricas en la época de la Presidencia.
El panel central y los arcos están decorados con escenas mitológicas copiadas de los frescos pintados por el artista renacentista italiano Rafael en la Villa Farnesina de Roma. Las vidrieras de los laterales son alemanas y representan musas y otras figuras mitológicas relacionadas con las ciencias y las artes. En un nicho de la pared central hay una copia en metal de la escultura Afrodita de Capua, procedente del Museo Nacional de Nápoles.
Sala ministerial

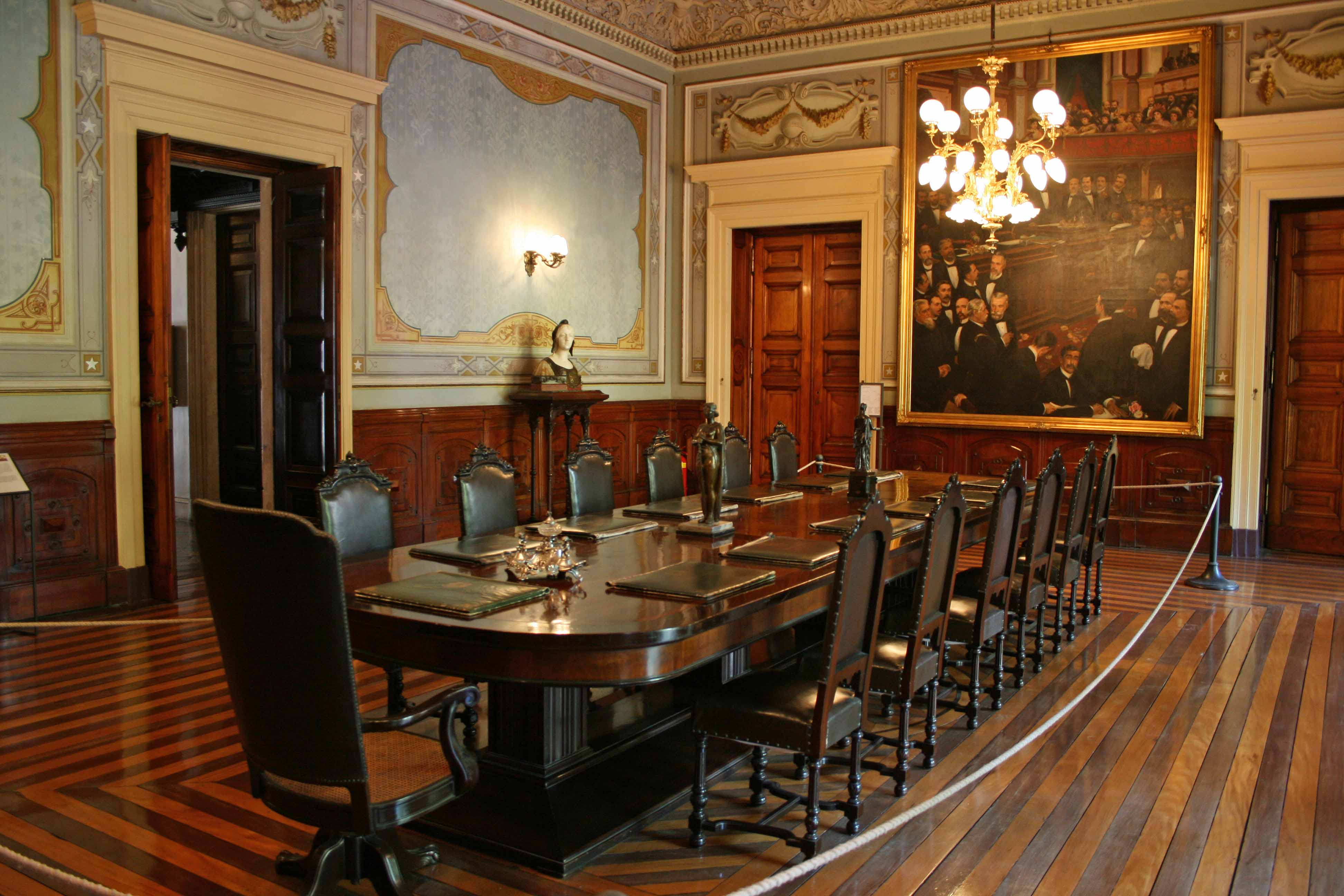
Mesa de reuniones de la Sala Ministerial. Al fondo, el cuadro "Compromisso Constitucional" de Aurélio de Figueiredo (1896).

En la época del barón de Nova Friburgo, este salón se utilizaba para pequeñas recepciones informales que podían extenderse al jardín gracias al balcón que da al patio interior. En el techo, una composición representa a los personajes de la mitología griega Dioniso, dios del vino, y Ariadna.
Con la instauración de la Presidencia, la sala recibió nuevo mobiliario y pasó a llamarse Sala de Despacho y Conferencias (más tarde, Sala Ministerial) porque acogía las reuniones del Presidente con ministros, políticos y representantes de la sociedad civil. En esta sala, los visitantes pueden ver la mesa de caoba utilizada en estas reuniones, con las carpetas utilizadas por el presidente y los jefes de los ministerios que existieron hasta 1960.
También se exponen en esta sala los cuadros "Compromiso Constitucional", de Aurélio de Figueiredo y "Patria", de Pedro Bruno.

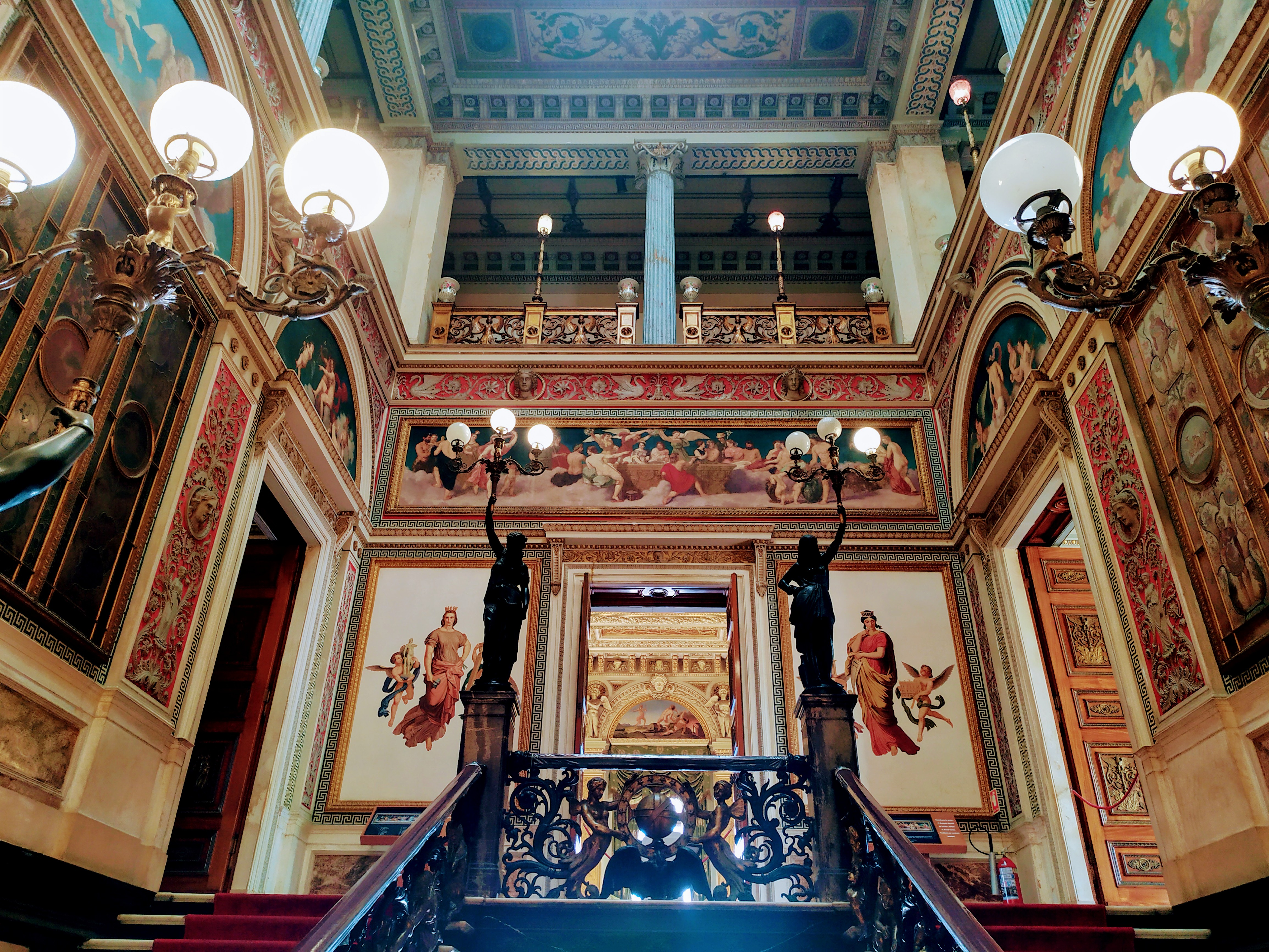
Vista de la escalera principal del Palacio de Catete, al llegar al segundo piso.

#### 2º piso
Al llegar al segundo piso por la escalera principal, el visitante se encuentra con cuatro paneles murales que representan las alegorías de las artes que se integraron en la construcción del Palacio: Pintura, Dibujo, Arquitectura y Escultura. Aquí se representa el palacio tal y como era en el momento de su construcción, sostenido por uno de los dos ángeles que flanquean la figura femenina que representa la Arquitectura.
La segunda planta se utilizaba para recepciones y ceremonias de gala, tanto en la época del Barón como en la de la Presidencia de la República. La riqueza y los esquemas decorativos de los salones muestran cómo ciertos sectores de la aristocracia del Segundo Imperio, cuyas costumbres y negocios se volvían cada vez más burgueses, intentaban demostrar su éxito a la sociedad.
Capilla
La fuerte influencia política e ideológica de la Iglesia Católica en el Estado imperial brasileño explica por qué el barón de Nova Friburgo tenía una sala para oraciones y actividades litúrgicas en el piso más noble de su palacio. La sala, de temática religiosa, tiene el techo decorado con paneles que reproducen la figura de los apóstoles y copias de dos cuadros: "Transfiguración", del renacentista italiano Rafael, cuyo original se encuentra en los Museos Vaticanos; e “Imaculada Concepción”, del barroco español Bartolomé Murillo, cuyo original se encuentra en la colección del Museo del Prado. 
Durante el periodo republicano se conservó la decoración, pero la capilla se convirtió en salón. Sólo se utilizó con fines religiosos para la boda de la hija del presidente Rodrigues Alves, en 1904, y para el velatorio del presidente Afonso Pena, en 1909.
Salón Francés
También conocido como Salón Azul, este salón, situado entre la Capilla y el Gran Salón, servía de apoyo a las recepciones y fiestas ofrecidas en el Palacio donde los invitados podían sentarse y descansar. Su nombre se debe al predominio de la decoración de estilo Luis XVI, presente en los adornos del techo, las molduras y cenefas de los espejos, el mobiliario y el reloj de fabricación francesa.
Con la llegada de la Presidencia, las paredes de la sala fueron repintadas en estilo art nouveau, bajo la supervisión del pintor Antônio Parreiras. Era en el Salón Francés donde los embajadores extranjeros esperaban para entregar sus credenciales al Presidente de la República, ceremonia que tenía lugar en el Salão Nobre.
Salão Nobre

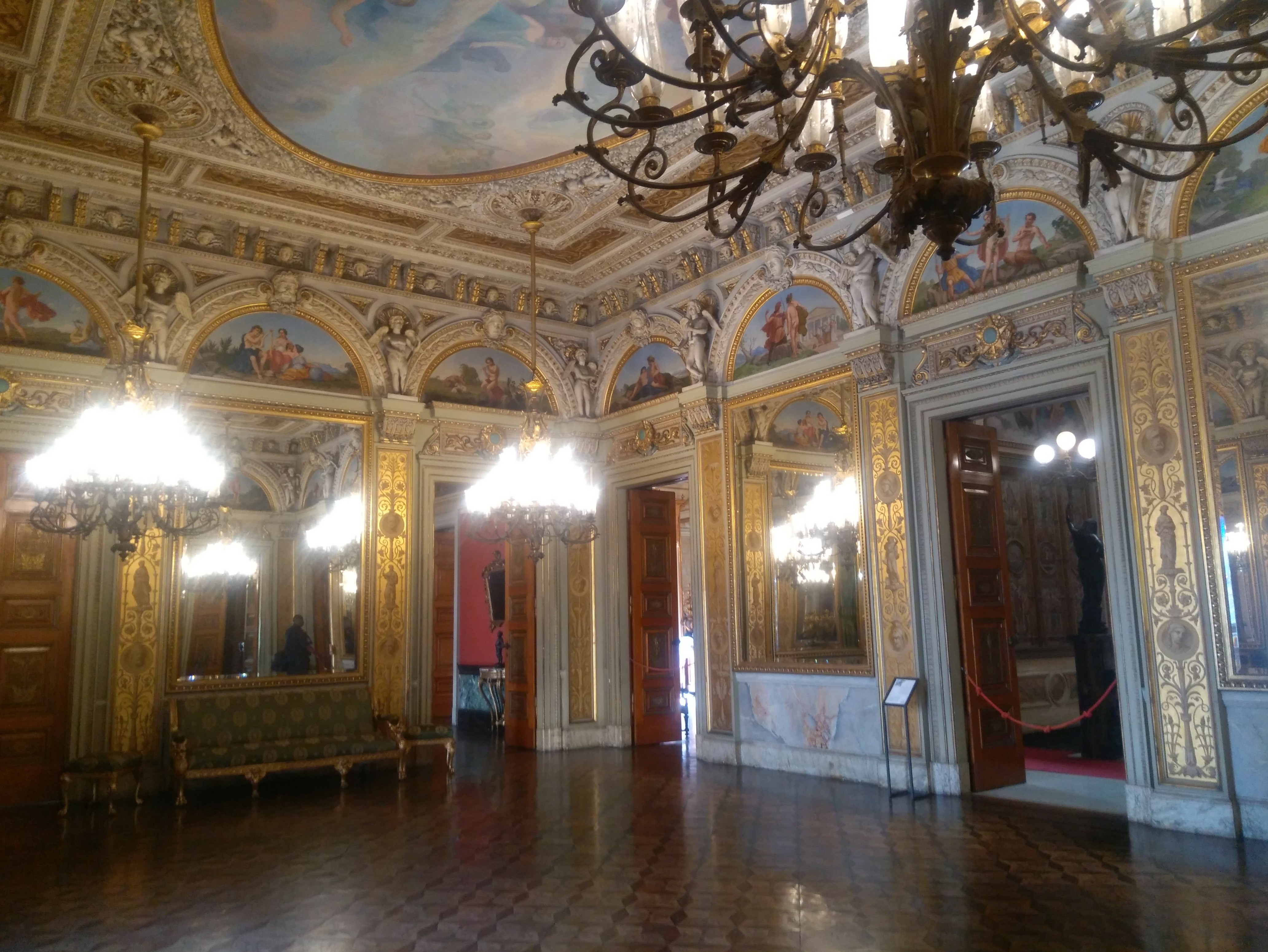
El Salão Nobre del Palacio de Catete

El Salão Nobre o Salón de Baile recuerda la vida social y el lujo de la corte. Aquí se celebraban las principales recepciones del Palacio. Las pinturas verticales representan escenas mitológicas relacionadas con la música y las artes y, en la parte superior de las paredes, pinturas en semicírculo hacen referencia a la vida de Apolo, dios de la música y la poesía. La presencia de la música también se aprecia en las liras que aparecen en el parqué del suelo. El mobiliario y los espejos biseautés fueron adquiridos por el barón de Nova Friburgo en Francia.
En la época de la presidencia, esta sala seguía siendo el espacio más noble, habiendo recibido las Armas de la República en las puertas. Era desde el balcón de este salón desde donde el Presidente se dirigía a la multitud reunida fuera del Palacio en ocasiones especiales, como la ceremonia de toma de posesión del cargo. En 1938, el panel del techo fue remodelado por el pintor académico brasileño Armando Vianna.
Salão Pompeano

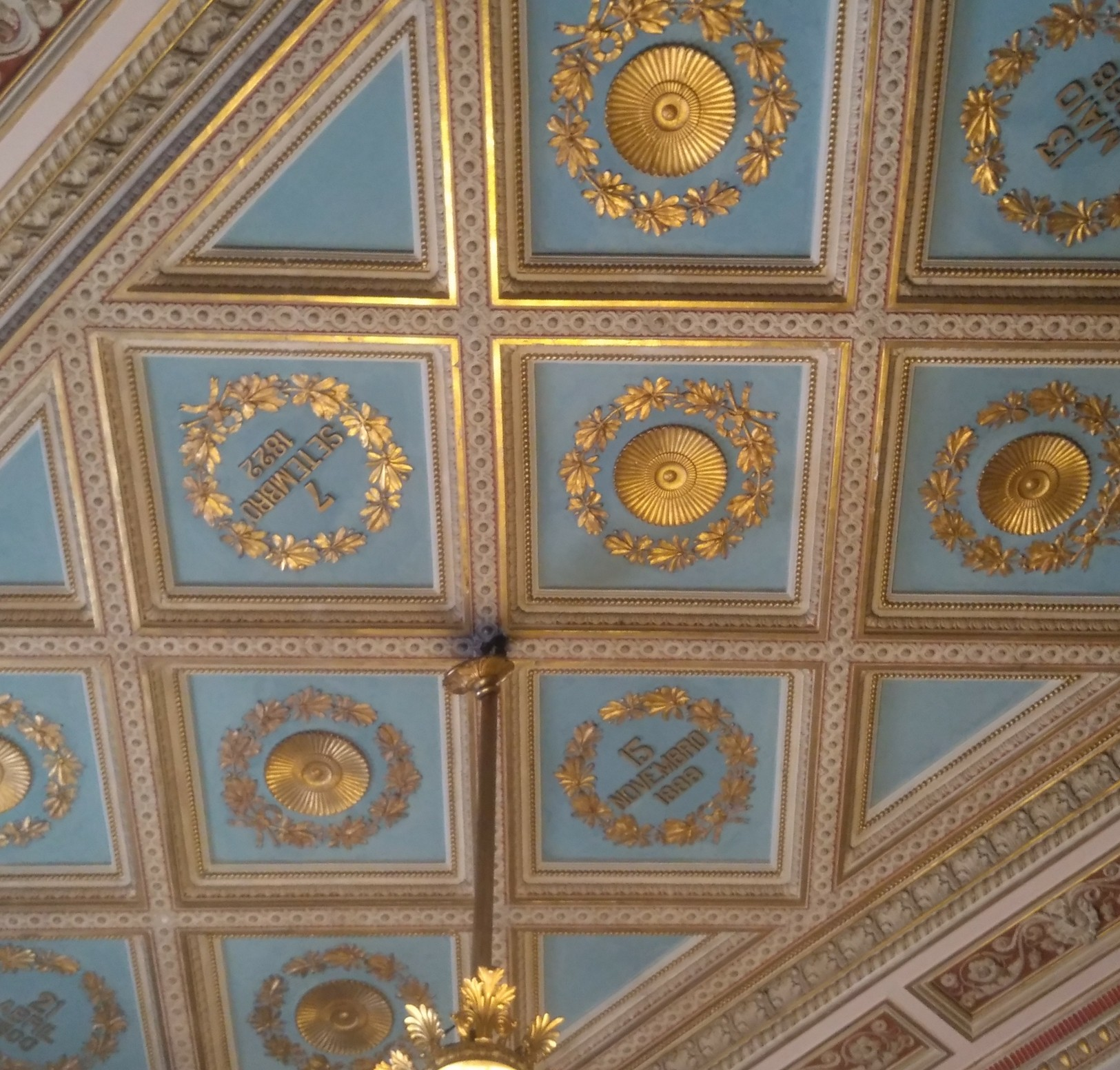
Detalle del techo del Salão Pompeano, con la representación de fechas históricas, incluidas por la reforma de la Presidencia de la República en 1896.

Siguiendo un tema de moda a mediados del siglo XIX, las paredes del Salão Pompeano fueron pintadas con figuras y alegorías inspiradas en los restos encontrados en las ruinas de la ciudad romana de Pompeya; el rojo intenso evoca el volcán Vesubio que la sepultó. El mobiliario también fue adquirido por el barón de Nova Friburgo en Francia.
Durante las obras de adaptación del edificio para la Presidencia, sólo se alteró el techo, con la colocación de las Armas Nacionales y las fechas históricas referentes al Descubrimiento de Brasil, Independencia, Abolición de la Esclavitud y la Proclamación de la República. Se utilizaba en las fiestas como zona de descanso para las mujeres.
Salón Morisco'

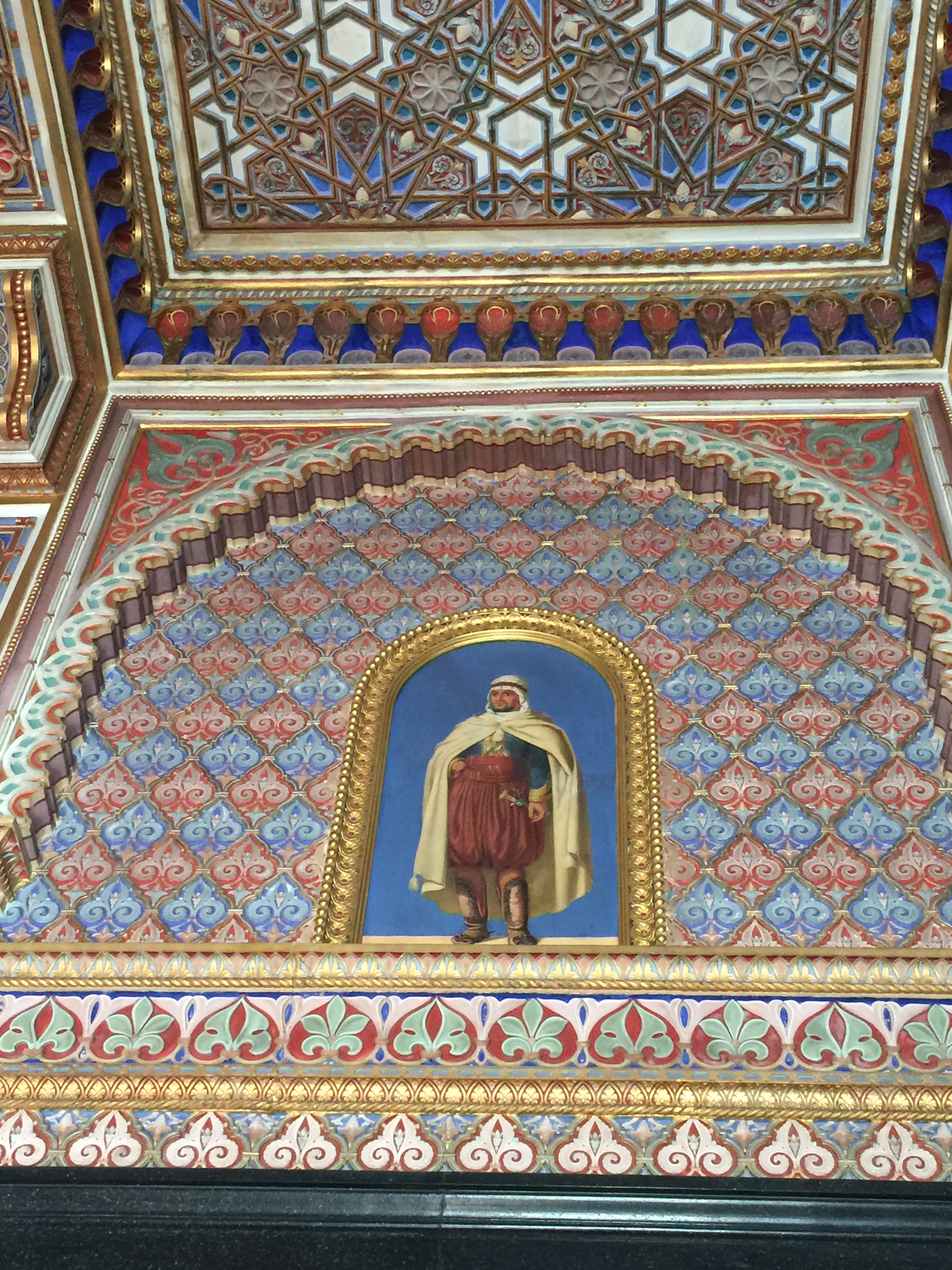
Detalle de la parte superior de la pared del Salón Morisco, con los relieves en estilo árabe y el fresco que representa a un hombre con ropa típica del norte de África

El Salón Morisco se llama así por su decoración orientalista, de estilo mudéjar, característica de la presencia árabe en la península ibérica y en el norte de África. Era un espacio para el ocio masculino, el juego y el tabaco. Cuenta con una lámpara de araña de bronce dorado y cristal rubí, muebles de marfil y está decorado con elementos como esculturas del "Músico árabe" y un cenicero en forma de cocodrilo. Los coloridos relieves de las paredes se inspiran en la ornamentación del palacio fortaleza de la Alhambra de España.
Salón Veneciano

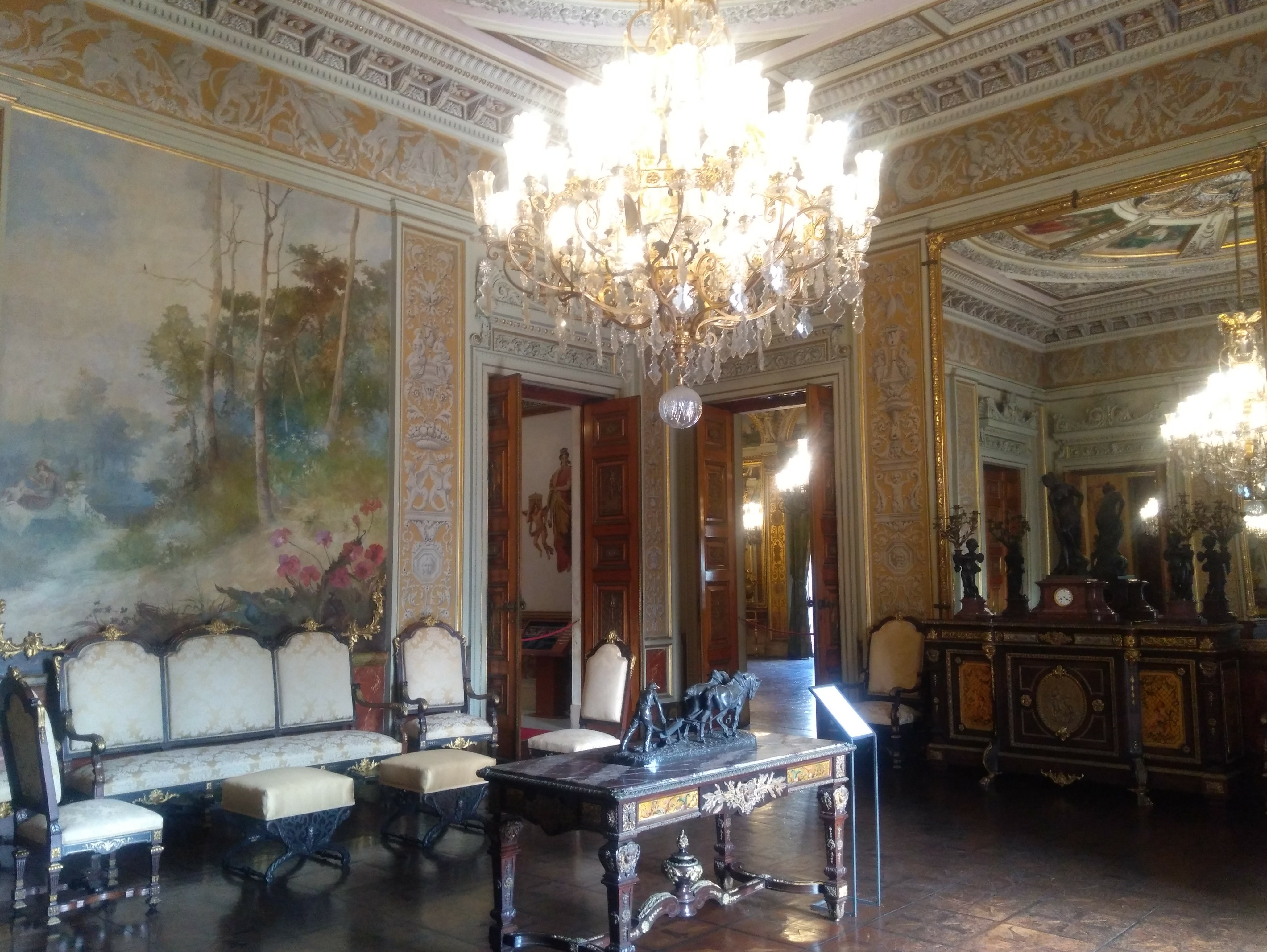
El Salón Veneciano del Palacio de Catete

El Salón Veneciano (también llamado Salón Amarillo) se utilizaba como sala de visitas. Su nombre se debe al estilo del mobiliario, con muebles pesados y ricamente decorados. Hay una araña central de bronce y cristal, candelabros y grandes espejos.
En la República, el salón se utilizaba como sala de música y para veladas. Uno de los espejos existentes en la época del Barón de Nova Friburgo fue sustituido por un panel realizado por los pintores Antonio Parreiras y Décio Vilares.
En él, en 1913, fue organizada una velada por Nair de Teffé, segunda esposa del presidente Hermes da Fonseca, en la que ella tocó a la guitarra la canción "Corta-jaca", un maxixe compuesto por el maestro Chiquinha Gonzaga. El episodio escandalizó a la sociedad de la época, que despreciaba este tipo de música por su origen popular.
Salón de Banquetes
La función original del Salón de Banquetes se define por su decoración. En el techo de la sala se pueden ver estucos con pinturas de frutas y bodegones en los arcos. El panel central es una copia adaptada de la obra "Diana cazadora", del italiano Domenichino, cuyo original se encuentra en la Galería Borghese. Durante el último mandato de Getúlio Vargas en Catete, también se utilizó como espacio para reuniones ministeriales.
Desde esta sala se accede al balcón, con suelo de mármol blanco y barandillas de hierro fundido. Está sostenido por seis columnas corintias, con un faldón decorado con cartelas y palmetas. En la época de la Presidencia de la República, fue escenario de diversas reuniones y solemnidades.

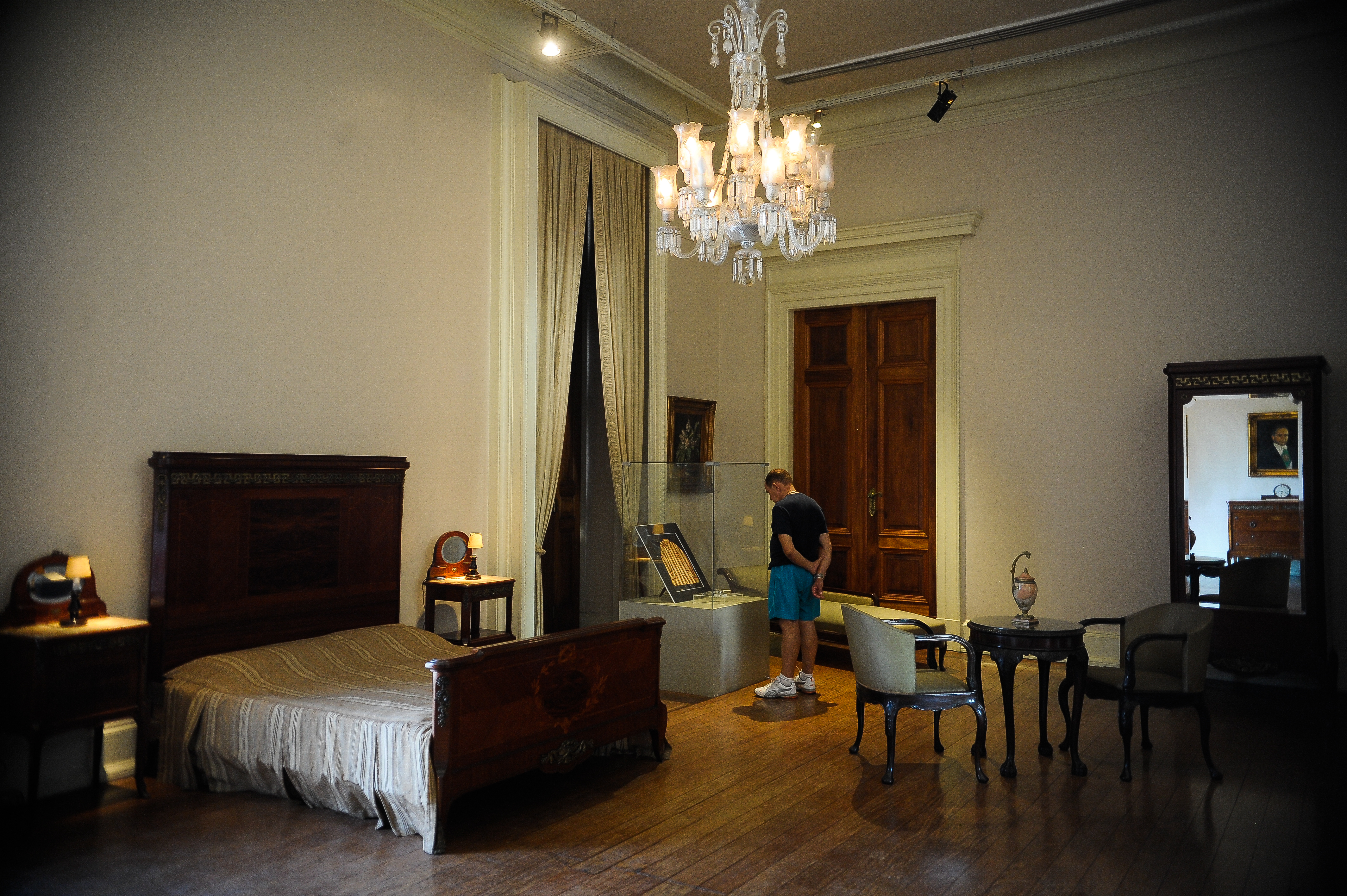
La sala del tercer piso donde se exhiben la cama, el revólver de nácar, la bala y el pijama que llevaba el Presidente Getúlio Vargas en el momento de su suicidio, en 1954.

#### 3er piso
La planta superior se destinó a las dependencias privadas de la familia del barón de Nova Friburgo y, más tarde, a las familias de los presidentes cuando decidieron instalarse en el Palacio. Para la instalación de la Presidencia, se encargaron nuevos muebles y objetos funcionales y decorativos. Con el paso del tiempo, el mobiliario y la decoración se fueron modificando en función de las necesidades y gustos de cada presidente. La galería rodea todo el centro del edificio y permite ver de cerca el lucernario, formado por 266 piezas y decorado por una vidriera.
En esta planta se encontraba la habitación donde Getúlio Vargas se suicidó el 24 de agosto de 1954. Poco después de la muerte del expresidente, los muebles fueron trasladados a una sala del Museo Histórico Nacional, donde se pretendía recrear la escena del episodio. Con la inauguración del Museo de la República, la sala se instaló de nuevo en el Palacio de Catete. En ella se exponen el pijama que Getúlio vistió aquella noche, así como el revólver y la bala utilizados en aquel momento.

### Jardín Histórico

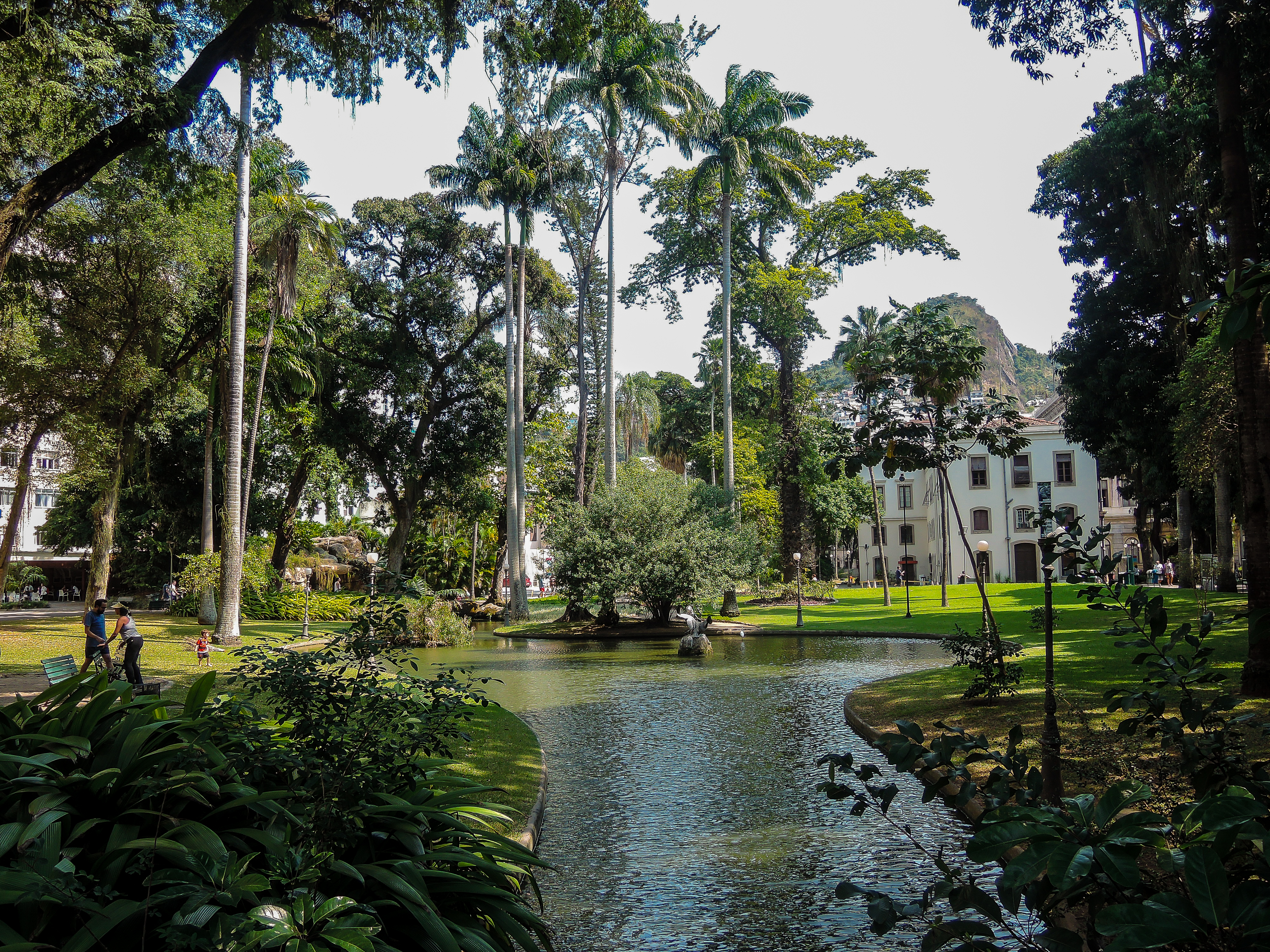
Vista general del lago artificial y de la vegetación del jardín del Palacio do Catete

El jardín histórico del Palacio de Catete ocupa un área de 24.000 m2 uniendo la rúa do Catete a la playa de Flamengo, paralela a la rúa Silveira Martins.  Su formato original, cuyo diseño se atribuye al paisajista francés Antoine Glaziou, presentaba árboles altos, un huerto y el palmeral que existía en el terreno desde antes de su adquisición por el Barón de Nova Friburgo. 

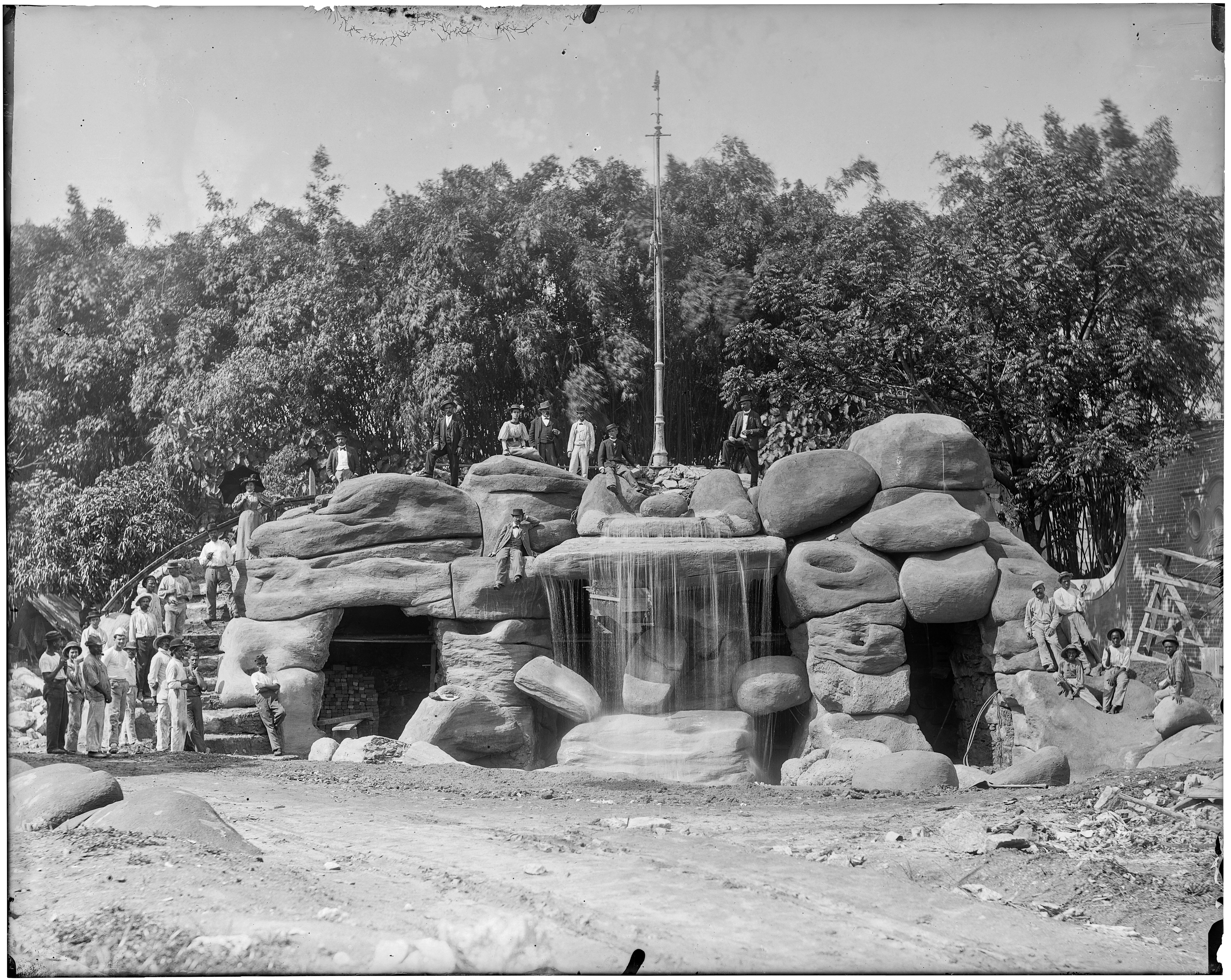
Gruta del Palacio do Catete, aproximadamente entre 1885] y 1895.

El segundo propietario del Palacio, el Consejero Mayrink, hizo construir un embarcadero para su yate en la parte trasera del jardín, que desembocaba directamente en la bahía de Guanabara (los primeros terrenos ganados al mar en esta zona se dieron recién en 1905, para la apertura de la Avenida Beira-Mar). Cuando el Palacio se convirtió en sede del Gobierno Federal, este embarcadero pasó a ser propiedad exclusiva de la Presidencia de la República. En la década de 1960, cuando se construyó el Aterro do Flamengo, lo que quedaba del muelle fue demolido.
El proyecto de 1896 de Paul Villon para la Presidencia de la República añadió altos parterres, tres puentes rústicos, bancos sobre rocas artificiales y una gruta artificial con una cascada, de la que fluye un río artificial que alimenta dos lagos. Un antiguo pabellón del parque se transformó en un quiosco de música para actuaciones musicales. Se construyeron habitaciones para los mayordomos y sirvientes de la presidencia. También en el parque, un piquete de caballería y establos debían ser adaptados cerca de la entrada a la playa de Flamengo, donde ahora se encuentra el edificio de la Reserva Técnica del Museo.